# Valparaiso (Florida)
Valparaiso è una città degli Stati Uniti d'America situata in Florida, nella Contea di Okaloosa.